# Germán Carrasco
Germán Carrasco (Santiago, 1971) es un poeta chileno de la llamada «generación de los 90».

## Biografía
Creció en la comuna capitalina de Independencia, donde pasó su infancia y juventud. Estudió Lengua y Literatura Inglesa en la Facultad de Filosofía y Humanidades de la Universidad de Chile, idioma del que ha traducido obras de Shakespeare, John Landry, Robert Creeley. 
Durante su época de estudiante participó, entre 1991 y 1993, en el taller de poesía de su facultad y ese último año vio publicados algunos de sus poemas en la antología del Grupo Códice. Su primer galardón lo obtuvo en 1994, cuando ganó el segundo premio en el concurso de poesía para obras inéditas convocado por el Departamento Técnico de Investigación de su alma máter; ese mismo año, como premio por su éxito en este concurso, la Universidad de Chile publicó como plaquette su primer poemario, Brindis. 
Fue parte del taller de la Fundación Pablo Neruda, del taller de escritores de la Universidad de Iowa y del Tree House en New Bedford & Gloucester, Massachusetts. Ha dirigido cursos y talleres en Chile y en Argentina.
Su obra —que ha sido traducida a diversos idiomas: al alemán (Wir die keinen karneval, 2005), al inglés (Poems, 2010), al italiano (L'insidia del sole sopra le cose e altre poesie, Raffaelli Editore, Rimini, 2010)— ha sido distinguida con varios premios, entre los que destacan el Pablo Neruda y el otorgado por el Consejo Nacional de la Cultura y las Artes a las mejores obras publicadas del año.

## Obras

### Poesía
- Brindis, plaquette, Universidad de Chile, Santiago, 1994
- La insidia del sol sobre las cosas, Dolmen Ediciones, Santiago, 1998
- Calas, Dolmen, Santiago, 2001
- Clavados, J.C. Sáez, editor, Santiago, 2003
- Multicancha, El Billar de Lucrecia, México, 2005 (2012, Editorial Kiltro Sudaka, Punta Arenas)
- Ruda, Editorial Cuarto Propio, Santiago, 2010
- Ensayo sobre la mancha, 15 poemas; Ediciones Corriente Alterna, Chile, 2012
- Mantra de remos, Alquimia Ediciones, Santiago,  2016
- Imagen y semejanza, antología de 6 poemarios de Carrasco; selección de Vicente Undurraga, Lumen, Santiago, 2016
- Metraje encontrado, con fotogramas de Tiziana Panizza; Editorial Hueders, Santiago, 2018

### No ficción
- A mano alzada, crónicas publicadas en The Clinic y algunos prólogos; Editorial Cuarto Propio, Santiago, 2013
- Prestar ropa, crónicas y ensayos literarios, Lumen, Santiago, 2019

### Traducción
- El mercader de Venecia de William Shakespeare (2002, Colombia)
- Quién va a podar los ciruelos cuando me vaya de John Landry (Ed. Cuneta, 2010, Chile)
- Autobiografía y otros textos  de Robert Creeley (Ed. UDP, 2010, Chile)

### Antologías poéticas que lo incluyen
- El decir y el vértigo. Panorama de la poesía hispanoamericana reciente 1965-1979 (2005, México)
- Zurdos. Última poesía latinoamericana (2005, España)
- Cahiers de LI.RI.CO. Nº2: Bajo Sur. Muestra de poesía actual: Chile, Argentina, Uruguay (2006, Francia)
- Tres voces del Cono Sur (2008, México)
- Cuerpo plural: Antología de la poesía hispanoamericana contemporánea, Editorial Pre-Textos, 2010[6]

## Premios y reconocimientos
- Premio Jorge Teillier 1997 por La insidia del sol sobre las cosas[2]
- Concurso Hispanoamericano Diario de poesía (Buenos Aires, 2000)
- Premio Enrique Lihn (Valdivia, 2000)
- Premio Sor Juana Inés de la Cruz 2001 por Clavados (México-Costa Rica)[7][8]
- Premio Mejores Obras Literarias Publicadas 2002 por Calas (Consejo Nacional de la Cultura y las Artes, Santiago)
- Beca de la Fundación Andes (2003)
- Premio Pablo Neruda 2005[5]
- Premio Mejores Obras Literarias Publicadas 2011, por Ruda (Consejo Nacional de la Cultura y las Artes)